# Ngựa Bắc Thụy Điển
Ngựa Bắc Thụy Điển (tiếng Thụy Điển:Nordsvensk Brukshäst) là một giống ngựa nhỏ, nặng có nguồn gốc từ Thụy Điển. Giống ngựa này có liên quan chặt chẽ với giống Ngựa Dølehest có nguồn gốc từ Na Uy.:282 Theo truyền thống, giống ngựa này được sử dụng cho các hoạt động lâm nghiệp và nông nghiệp. Các dòng ngựa nhẹ hơn được lai tạo để nhằm mục đích đua xe ngưa kéo và được đăng ký trong cuốn sách ngựa giống của Svensk Kallblodstravare (Trotter Coldblood của Thụy Điển).:482

## Lịch sử và chăn nuôi
Ngày nay, việc nhân giống được kiểm soát chặt chẽ và các động vật dự định gây giống đã được kiểm tra kỹ lưỡng. Những phẩm chất cơ bản mong muốn ở một con ngựa sinh sản là tính cách tốt, khả năng kéo và khả năng sinh sản. Chân và móng guốc được kiểm tra bằng X-quang.

## Đặc điểm
Ngựa Bắc Thụy Điển nhanh nhẹn và dễ huấn luyện. Hình dạng của nó nhỏ gọn và mạnh mẽ, trong khi tương đối nhẹ cho vai trò là một giống ngựa kéo. Tuy có kích thước nhỏ của giống ngựa, ch1ng rất mạnh mẽ và bền bỉ và nó có khả năng phi nước đại dài đầy sức sống. Giống ngựa này được biết đến với tuổi thọ và sức khỏe tuyệt vời.

## Sử dụng
Ngựa Bắc Thụy Điển là một trong số ít giống chó máu lạnh được sử dụng trong đua xe ngưa kéo. Ngựa Bắc Thụy Điển rất phù hợp cho công việc nông nghiệp và lâm nghiệp. Ở Thụy Điển, chúng rất phổ biến cho các hoạt động cưỡi ngựa giải trí.